# Бондаренко Володимир Олександрович
Володи́мир Олекса́ндрович Бондаре́нко (1975—2014) — український військовик, майор (посмертно) Збройних сил України, учасник російсько-української війни.

## Життєпис
Народився 1975 року в місті Київ (також вказується Луганськ) в родині військових. В 1976—1981 роках мешкав у Чехословаччині; 1981—1984 — в Грузинській РСР; 1984—1989 в НДР;; до 1991-го — у Вірменській РСР. 1992 року закінчив Київську середню школу № 220. 1998 року закінчив Київський міжнародний університет цивільної авіації; отримав повну вищу освіту за спеціальністю «Експлуатація авіаційної наземної техніки» — інженер-механік. Військовослужбовець 169-го навчального центру; начальник служби пального і мастильних матеріалів тилу.
Загинув 31 серпня 2014 року в бою під Дебальцевим. Тоді ж загинули прапорщик Дмитро Титок, сержант Олександр Шелепаєв, старший сержант Юрій Савченко. Група була в «секреті» — снайпери-розвідники, обставини загибелі не розголошуються, відомо, що загін потрапив в засідку, також був обстріляний і загін на бронетехніці, який мав їх забрати, терористів було ліквідовано.
Вдома залишилися батьки, дружина, донька та син.
3 вересня 2014 року в смт Десна відбулося останнє прощання. Похований в Києві на Лісовому кладовищі. Не витримавши втрати сина, його мама, Бондаренко Марія Миколаївна, 2017 року.

## Нагороди і вшанування
- медаль «20 років сумлінної служби» (6 лютого 2014)
- 31 жовтня 2014 року за особисту мужність і героїзм, виявлені у захисті державного суверенітету та територіальної цілісності України, вірність військовій присязі під час російсько-української війни, відзначений — нагороджений орденом «За мужність» III ступеня (посмертно).
- пам'ятним нагрудним Деснянського РВК Києва «Захиснику Вітчизни» (посмертно)
- пам'ятним нагрудним знаком «Герой Киянин» (посмертно)
- Його портрет розміщений на меморіалі «Стіна пам'яті полеглих за Україну» у Києві: секція 4, ряд 4, місце 5
- медаль «Честь. Слава. Держава» (2018; посмертно)